# Greve af Flandern
Greven af Flandern var herskeren over Grevskabet Flandern fra det 9. århundrede. Titlen blev i en periode også holdt af herskerne af Det tysk-romerske Rige og Spanien. Under Den Franske Revolution blev Grevskabet Flandern i 1790 annekteret Frankrig og ophørte med at eksistere. I det 19. århundrede blev titlen overtaget af Belgien og to gange tildelt yngre sønner af belgiske konger. Den seneste indehaver døde i 1983.
I 862 udnævnte Karl den Skaldede Balduin 1 som den første markgrave af Flandern. Udnævnelsen var af militær karakter, idet Balduins skulle være ansvarlig for at kæmpe imod vikingernes plyndringer Vestfrankens kyst. Titlen markgreve (eller markis) blev med tiden til greve. Arnulf 1. var den første til at betegne sig selv som greve af Guds nåde . Titlen markgreve var forsvundet ud af brug i det 12. århundrede. Siden da blev herskerne af Flandern kun omtalt som grever.
Greverne af Flandern udvidede deres besiddelser gennem en række diplomatiske ægteskaber. Grevskaberne Hainaut, Namur, Béthune, Nevers, Auxerre, Rethel, Burgund og Artois blev alle erhvervet på denne måde. Grevskabet Flandern kom dog imidlertid til at lide samme skæbne. Som et resultat af ægteskabet mellem grevinde Margrete 3. med Filip den Dristige, hertug af Burgund, indgik grevskabet og de underliggende grevskaber i en personalunion med Hertugdømmet Burgund i 1405.

## Oversigt over greverne

### Huset Flandern
- Balduin 1., Jernarm (r. 862–879), giftede sig med Judith (datter af Karl den Skaldede ) og fik tildelt lande og hædersbevisninger, som udviklede sig til Grevskabet Flandern .
- Balduin 2. den Skaldede (r. 879–918), søn af Balduin 1. og Judith
- Arnulf 1. den Store (r. 918–965), søn af Balduin 2., sammen med:
  - Balduin 3. (r. 958–962) sammen med sin far Arnulf 1.
- Arnulf 2. (r. 965–988), søn af Balduin 3.
- Balduin 4. den Skæggede (r. 988–1035), søn af Arnulf 2.
- Balduin 5. af Lille (r. 1035–1067), søn af Balduin 4.
- Balduin 6. (r. 1067–1070), søn af Balduin 5., grev af Hainaut
- Arnulf 3. (r. 1070–1071), søn af Balduin 6., grev af Hainaut
- Robert 1. Frieseren (r. 1071–1093), søn af Balduin 5..
- Robert 2. (r. 1093–1111), søn af Robert 1.
- Balduin 7. (r. 1111–1119), søn af Robert 2.

### Huset Estridsen
- Karl 1. den Gode (r. 1119–1127), søn af kong Knud 4. den Hellige og Adele af Flandern, fætter til Balduin 7. og udpeget af ham

### Huset of Normandiet
- Vilhelm 1. Clito (r. 1127-1128), oldebarn af Balduin 5., udpeget af Ludvig 6. af Frankrig

### Huset Alsace eller Huset Metz
- Didrik af Flandern (r. 1128–1168), barnebarn af Robert I, anerkendt af Ludvig 6. af Frankrig
- Filip 1. (r. 1168–1191), søn af Didrik
- Margrete 1. (r. 1191–1194), datter af Didrik, sammen med sin mand Balduin af Hainaut .

### Huset Flandern
- Balduin 8. (r. 1191–1194), gift med Margret 1., gennem direkte mandlig arv oldebarn af Balduin 6., også greve af Hainaut
- Balduin 9. (r. 1194–1205), søn af Balduin 8., også den latinsk kejser af Konstantinopel
- Johanne 1. (r. 1205-1244), datter af Balduin 9., sammen med sine ægtemænd
  - Ferdinand af Portugal (r. 1212-1233)
  - Thomas af Savoy-Piedmont (1237-1244)
- Margrete 2. (r. 1244-1278), søster til Johanne, giftede sig først med Burkhard af Avesnes og derefter med Vilhelm af Dampierre, og regerede sammen med sine sønner af andet ægteskab, Vilhelm 3. af Dampierre (r. 1247-1251) og Guy af Dampierre (r. 1251-1305)

I 1244 blev der gjort krav på Grevskaberne Flandern og Hainaut af Margretes 2.'s sønner, halvbrødrene Johan 1. af Avesnes og Vilhelm 3. af Dampierre i arvefølgekrigen om Flandern og Hainaut. I 1246 tildelte kong Ludvig 9. af Frankrig Flandern til Vilhelm.

### Huset Dampierre
- Vilhelm 2. (r. 1247-1251), søn af Margrete 2. og Vilhelm 2. af Dampierre
- Guy 1. (r. 1251-1305), søn af Margrete 2. og Vilhelm 2. af Dampierre, fængslet 1253-1256 af Johan 1. af Avesnes, også greve af Namur
- Robert 3. ("Flanderns Løve") (r. 1305–1322), søn af Guy
- Ludvig 1. (r. 1322–1346), barnebarn af Robert 3.
- Ludvig 2. (r. 1346–1384), søn af Ludvig 1.
- Margrete 3. (r. 1384-1405), datter af Ludvig 2. sammen med sin mand, Filip 2.
  - Filip 2. sammen med sin hustru Margrete 3. af Flandern.

### Huset Burgund
- Johan den Uforfærdede (r. 1405–1419), søn af Margrete 3. og Filip 2. af Burgund
- Filip 3. den Gode (r. 1419–1467), søn af John
- Karl 2. den Dristige (r. 1467–1477), søn af Filip den Gode
- Maria den Rige (r. 1477-1482), datter af Karl den Dristige, regerede sammen med sin mand Maximilian 1., tysk-romersk kejser

### Huset Habsburg
- Filip 4. den Smukke (r. 1482–1506), søn af Maria og Maximilian
- Karl 3. (r. 1506–1555), søn af Filip, også tysk-romersk kejser (som Karl 5.) og konge af Spanien (som Karl 1.)

Karl V proklamerede den pragmatiske sanktion af 1549, der for evigt forenede Flandern med herredømmet over Nederlandene i en personalunion. Da Habsburg-imperiet blev delt mellem Karl 5.'s arvingerne gik Nederlandene, herunder Flandern, til Filip 2. af Spanien, fra den spanske gren af Huset Habsburg.
- Filip 5. (r. 1555–1598), søn af Karl 3., også konge af Spanien som Filip 2.

Besat af Frans, hertug af Anjou, yngste barn af Henrik 2. af Frankrig (1582 – 1584)
- Isabella Clara Eugenia (r. 1598–1621), datter af Filip 2., regerede sammen med sin mand Albert, ærkehertug af Østrig
- Filip 6. (r. 1621–1665), barnebarn af Filip 3., også konge af Spanien som Filip 4.
- Karl 4. (r. 1665–1700), søn af Filip 4., også konge af Spanien som Karl 2.
- Filip 7. (Huset Bourbon) (r. 1700–1706), oldebarn af Filip 4.

Mellem 1706 og 1714 blev Flandern invaderet af englænderne og hollænderne under Den spanske arvefølgekrig. Grevskabet blev hævdet af Huset Habsburg og Huset Bourbon. I 1713 bestemte Freden i Utrecth arven, og Grevskabet Flandern overgik til den østrigske gren af Huset Habsburg.
- Karl 5. (r. 1714–1740), oldebarn af Filip 3., også tysk-romersk kejser
- Maria Theresia (r. 1740–1780), datter af Karl 4., sammen med
  - Frans 1. (f. 1740–1765) sammen med sin hustru Maria Teresia, også tysk-romersk kejser
- Josef 2. (r. 1780–1790), søn af Maria Theresia og Frans 1, også tysk-romersk kejser
- Leopold (r. 1790–1792), søn af Maria Theresia og Frans 1, også tysk-romersk kejser
- Frans 2. (r. 1792–1835), søn af Leopold, også tysk-romersk kejser

Titlen blev de facto afskaffet efter at revolutionære Frankrig havde annekteret Flandern i 1795. Kejser Frans 2. opgav sit krav på Nederlande i Freden i Campo Formio i 1797, og området forblev en del af Frankrig indtil slutningen af Napoleonskrigene.

## Moderne brug

### Huset Belgien(tidligereHuset Sachsen-Coburg og Gotha)
I moderne tid blev titlen tildelt to yngre sønner af belgiernes konger.
- Prins Filip, søn af kong Leopold 1. af Belgien (1840–1905)
- Prins Karl, søn af kong Albert 1. af Belgien (1910–1983)

### Huset Bourbon
Titlen greve af Flandern er en den spanske krones titlerne. Det er en historisk titel, der kun bruges nominelt og ceremonielt.